# Paul Hallström
Paul Hallström, född 1887, död 28 augusti 1925 i Frankfurt am Main, var en svensk manusförfattare och skådespelare.
Hallström var bland annat verksam inom Hugo Rönnblads sällskap och vid Folkteatern i Stockholm (se bild). Han medverkade 1920 i Victor Sjöströms film Karin Ingmarsdotter, i rollen som skolmästare Storm.

## Filmografi
- 1920 – Karin Ingmarsdotter

## Teater

### Roller (ej komplett)
| År   | Roll                   | Produktion                                     | Regi           | Teater      |
| ---- | ---------------------- | ---------------------------------------------- | -------------- | ----------- |
| 1915 | Ragnar                 | Kvarnen vid storgården Paul Hallström          |                | Folkteatern |
| 1915 |                        | Tattar-Ingrid Algot Sandberg                   | Algot Sandberg | Folkteatern |
| 1915 |                        | I mobiliseringstider Gustav von Moser          |                | Folkteatern |
| 1915 |                        | Hattmakarens bal Selfrid Kinmanson             |                | Folkteatern |
| 1915 | Undervisningsministern | Skyldig eller oskyldig Julius Magnussen        |                | Folkteatern |
| 1916 | Medverkande            | Här jobbas, revy Otto Hellkvist                |                | Folkteatern |
| 1916 |                        | Frun av stånd och frun i ståndet Frans Hedberg |                | Folkteatern |

### Manus
- 1915 – Kvarnen vid storgården, Folkteatern[4]